# Youssef El Omari
Pour les articles homonymes, voir Omari.
Youssef El Omari (en arabe : يوسف العمري), né le 6 avril 1993 à Témara, est un footballeur marocain évoluant au poste de défenseur au MC Oujda.

## Palmarès
- Vice-champion du Maroc en 2013 avec les FAR de Rabat